# Diego Torres
Pour les articles homonymes, voir Torres.
Diego Antonio Caccia Torres, plus connu comme Diego Torres, né le 9 mars 1971 à Buenos Aires, est un acteur, chanteur et compositeur argentin. Sa mère, Lolita Torres, était une chanteuse populaire argentine. Il a écrit des chansons en espagnol telles que Color Esperanza, Sueños, Tratar De Estar Mejo et encore d'autres chansons qui parlent de l'amour et de l'optimisme.

## Filmographie

### Télévision
- 1989 : Nosotros y los otros
- 1991 : El gordo y el flaco
- 1991-1993 : La Banda del Golden Rocket (en)
- 2011 : Los únicos
- 2013 : Los Vecinos en Guerra

### Théâtre
- 1990 : Pajáros in the Nait
- 1991 : El Zorro
- 1992 : La Banda del Golden Rocket (en)

### Films
- 1988 : El profesor Punk
- 1994 : Una sombra ya pronto serás
- 1997 : La furia
- 1999 : La venganza
- 2003 : El juego de Arcibel
- 2012 : Extraños en la noche

## Discographie

### Albums Studio
- 1992: Diego Torres (en)
- 1994: Tratar de Estar Mejor (en)
- 1996: Luna Nueva (en)
- 1999: Tal Cual Es (en)
- 2001: Un Mundo Diferente (en)
- 2006: Andando (en)
- 2010: Distinto (en)

### Albumslive
- 2004: MTV Unplugged (en)

### Compilation
- 2008: Un Cachito de Mí: Grandes Éxitos (en)
- 2008: Todos Éxitos (en)

### Autres albums
- 1991: Compañías Indias (avec son ancien groupe La Marca)

## Récompenses

### Nominations
- 2013 Martín Fierro Awards (en)
  - Meilleur acteur de comédie (pour Los Vecinos en Guerra)[1]